# Мартин, Крис (футболист)
Кристофер Хью «Крис» Мартин (англ. Christopher Hugh "Chris" Martin; род. 4 ноября 1988, Бэклс, Суффолк) — шотландский футболист, нападающий клуба «Бристоль Роверс».

## Биография
Родился и вырос в Саффолке на востоке Англии.
Мартин начал свою карьеру в «Норвич Сити», выступая с 10 лет за детскую команду и сыграв свой первый взрослый матч в 18 лет в сезоне 2006/07. За «Норвич» в общей сложности Крис провёл свыше ста матчей, при этом неоднократно отправляясь в аренду в другие английские клубы.
С 2013 по 2020 года он на постоянной основе был игроком футбольного клуба «Дерби Каунти». 31 августа 2016 года Мартин присоединился к «Фулхэму» на правах аренды на один сезон.
Мартин мог выступать как за сборную Англии (имеет опыт игр за национальную команду до 19 лет),  так и за сборную Шотландии (в этой стране родился его отец). Крис выбрал вторую. Дебют за шотландцев состоялся в мае 14-го года на стадионе «Крейвен Коттедж» в товарищеском матче против сборной Нигерии .

## Достижения

### «Лутон Таун»
- Обладатель Трофей Футбольной лиги: 2008/09

### «Норвич Сити»
- Победитель Первой футбольной лиги Англии: 2009/10
- Вице-чемпион Чемпионшипа: 2010/11